# ایوان میلیکوویچ
ایوان میلیکوویچ (به صربی: Ivan Miljković) بازیکن والیبال اهل صربستان عضو سابق تیم ملی والیبال صربستان و بازیکن فعلی باشگاه فنرباغچه است. از او به عنوان یکی از بهترین پشت خط زن‌های تاریخ والیبال یاد می‌شود.

## تیم ملی
ایوان برای اولین بار در اکتبر ۱۹۸۸ در بازی مقابل ترکیه در تیم ملی یوگسلاوی به میدان رفت و بعد از بازی‌های قابل توجه، در سال ۲۰۰۰ در سیدنی با تیم ملی صربستان موفق به کسب مدال طلای المپیک شد.
میلیکوویچ در مارس ۲۰۱۲، پس از ۱۴ سال و ۲۸۸ بازی به‌طور رسمی برای تیم ملی صربستان بازنشسته شد.

## افتخارات

### فردی
- مسابقات قهرمانی اروپا " با ارزش ترین بازیکن ۲۰۰۱
- مسابقات قهرمانی اروپا " امتیازآورترین
- لیگ جهانی " با ارزش ترین بازیکن ۲۰۰۲
- مسابقات قهرمانی اروپا " بهترین دریافت‌کننده ۲۰۰۵
- مسابقات قهرمانی اروپا " امتیازآورترین ۲۰۰۷
- لیگ قهرمانی جهان " امتیازآورترین ۲۰۰۹
- مسابقات قهرمانی اروپا " با ارزش‌ترین بازیکن ۳۰۰۰